# بیرفلدن
شهر بیرفلدن در ایالت هسن در کشور آلمان واقع شده است.